# Valentino Rossi
Valentino Rossi (Urbino, 1979. február 16. –) olasz motorversenyző, a MotoGP egyik legeredményesebb pilótája, számos rekord tulajdonosa. Édesapja, Graziano Rossi szintén motorversenyző volt. A Sports Illustrated magazin szerint az egyik legjobban kereső sportoló.
Nemzetközi karrierje 1996-ban indult, ekkor került a MotoGP nyolcadliteres géposztályába. Ebben az évben egy futamgyőzelmet sikerült aratnia, végül kilencedik lett. 1997-ben sikerült megszereznie a világbajnoki címet 11 győzelemmel és 321 ponttal, akkoriban mindkettő rekordnak számított. Az 1998-as szezont már a 250 köbcentiméteres géposztályban kezdte meg. Ebben a szezonban több győzelmet is aratott, ám végül csak a második helyen végzett, 3 ponttal lemaradva a szintén olasz Loris Capirossitól. 1999-ben ebben a kategóriában is megszerezte a világbajnoki címet, ekkor viszonylag nagy fölénnyel, 48 pontos előnnyel végzett az élen.
A királykategóriában (2001-ig 500 cm³, 2002 óta MotoGP) 2000 óta versenyez. Első évében ismét második lett. 2001-ben ismét világbajnok lett, így folytatta azt a sorozatát, hogy minden kategóriában a második évében lett világbajnok. Egészen 2005-ig egyeduralkodó volt, ezalatt sorra döntötte meg a különböző, egy szezonra vonatkozó, valamint összetett rekordokat. 2006-ban második, 2007-ben harmadik lett, azelőtt korábban sosem fordult vele elő, hogy két egymást követő évben ne szerzett volna világbajnoki címet. 2008-ban pontrekorddal (373) ismét világbajnok lett, csak neki és Giacomo Agostininek sikerült két vesztes év után ismét világbajnoki címet szereznie. 2009-ben ismét győzni tudott, ez már kilencedik világbajnoki címe volt. Ez volt az utolsó világbajnoki címe 2021-es visszavonulásáig.
Max Biaggival övék a motorsport egyik legismertebb rivalizálása. Ők ketten többször látványos, néha a sportszerűség határait súroló csatákat vívtak egymással. A legismertebb eset a 2001-es japán nagydíjon történt, amikor a célegyenesbe érve a belül lévő Biaggi körülbelül 220 km/órás tempónál megpróbálta a fűre kiszorítani Rossit. Később, mikor Rossi megelőzte őt, kinyújtott középső ujjal fejezte ki nemtetszését. További emlékezetes párharcokat vívott Sete Gibernauval, Casey Stonerrel, Jorge Lorenzóval és Marc Márquezzel.
Több beceneve van, ezek közül a legismertebb a Doktor (angolul The Doctor, olaszul Il Dottore), amely angol változata a ruhája hátán is szerepel. További becenevei: keresztneve, a Valentino becézése, Vale, valamint karrierje korábbi szakaszából a Rossifumi (a korábbi japán motorversenyző, Abe Norifumi után) és a Valentinik (Donald kacsa olasz megfelelője, Paperinik után).

## Pályafutása

### A kezdetek
Rossi az észak-olasz Urbino városában született, a korábbi többszörös futamgyőztes, Graziano Rossi fiaként. Már nagyon fiatalon elkezdett versenyezni.
Először még nem motoron, hanem gokartokon szerepelt. Egy 100 köbcentiméteres gokarttal 1990-ben junior regionális bajnokságot is nyert. 1991-től már minimotorokon is versenyzett, párhuzamosan a gokarttal, és több regionális versenyt megnyert itt is.
Rossiék szándékai eleinte annyira komolyak voltak a gokartozással, hogy már Valentino Európa-bajnoki indulását tervezték. Ez végül a magas költségek miatt meghiúsult.
Rossi nemsokára kinőtte a minimotoros sorozatot. 1993-ban Rossi szert tett egy 125 köbcentiméteres Cagiva Mitóra, mellyel első versenyén kilencedik lett.
1994-ben már az olasz 125-ös bajnokságban versenyzett. A szezon utolsó versenyén, Misanóban megszerezte a pole pozíciót, és a versenyen is a dobogón végzett. A következő évben Claudio Lusuardi, a Cagiva főnöke által bekerült a Cagiva gyári csapatába, és meg is nyerte az olasz bajnokságot.
Rossi fiatalkorának példaképe a rali-világbajnok Colin McRae volt. 2005-ben, Monzában egy alkalommal egymás ellen is versenyezhettek. Rossi végül összetettben McRae előtt végzett.

### Alsóbb kategóriákban
A MotoGP-be 1996-ban került, az Aprilia gyári csapatához. Ebben az évben hullámzó teljesítményt nyújtott, de a cseh futamot meg tudta nyerni, de már az előtte megrendezett osztrák versenyen is felállhatott a dobogóra. A szezon végén a kilencedik helyen végzett. 1997-ben a teljes szezont ő uralta, a szezon végén a világbajnoki címet is megszerezte, a szezon 15 versenyéből 11-et megnyert, és 321 pontot szerzett.
1998-ra felkerült a negyedliteres géposztályba, ugyancsak az Apriliához. A csapat rendkívül erős volt, Rossi csapattársai ugyanis Loris Capirossi és Harada Tecuja voltak. A szezont nem kezdte jól, a szezon első 2 versenyén kiesett. Később Hollandiában megszerezte első győzelmét a kategóriában. Ekkor még eléggé hátul állt összetettben. A szezon utolsó négy versenyét azonban megnyerte, így mindössze 3 ponttal lemaadva végzett csapattársa, Capirossi mögött. Harmadik a csapat harmadik versenyzője, Harada lett. 1999-ben ismét javult a teljesítménye, bár a szezon elején 4 versenyéből az első kettőn csak ötödik és hetedik lett, a negyedik versenyen pedig kiesett, végül 9 győzelmet aratva, magabiztos, 48 pontos előnnyel a 250 köbcentiméteres kategóriában is megszerezte a világbajnoki címet.

### 500 cm³

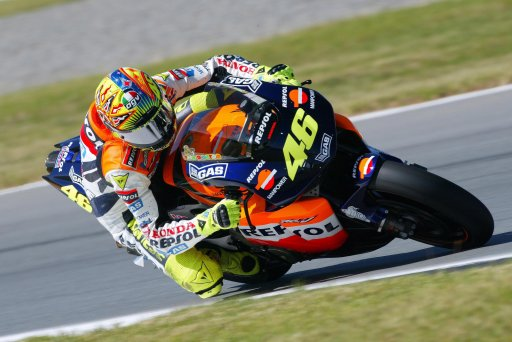
2002-ben a Hondával

Világbajnoki címe után 2000-re szerződést kapott a királykategóriában, a Honda gyári csapatától. Ebben a géposztályban ekkor még 500 köbcentiméteres motorokkal versenyeztek. Első évében a visszavonult ötszörös világbajnok, Mick Doohan volt a személyes segítője. Rossi Doohan korábbi versenymérnökével, Jeremy Burgess-szel dolgozott ekkortól (az ausztrál versenymérnök később követte Rossit a Yamaha és a Ducati csapatokhoz is, megszakítás nélkül 14 szezonon keresztül dolgoztak együtt). Ez volt az első év, hogy, bár ekkor még nem közvetlenül, összetalálkozott későbbi nagy ellenfelével, Max Biaggival. A szezon, hasonlóan első szezonjaihoz az alsóbb kategóriákban, a tanulásról szólt. Az idény során két győzelmet aratott, végül a győztes Kenny Roberts, Jr. mögött jócskán lemaradva a második helyen végzett. A harmadik Biaggi lett.
2001-ben, folytatva a sort, második évében ebben a kategóriában is világbajnok lett. Ebben az évben 11 győzelmet aratott, és végül hatalmas, több, mint 100 pontos előnnyel végzett a második Biaggi előtt. Ebben az évben Colin Edwards-szal együtt elindult a szuzukai 8 órás versenyen. A páros végül győzni tudott, annak ellenére, hogy Rossinak gyakorlatilag semmilyen tapasztalata nem volt a superbike-motorokat illetően.

### A zsinórban megnyert világbajnokságok
A 2002-es szezontól kezdve a királykategóriát MotoGP-nek hívják. A névváltoztatás egyben a motorok lökettérfogatának növekedésével is járt, ami a korábbi 500-ról közel a duplájára, 990 köbcentiméterre nőtt. Változás volt továbbá a kettőről négy ütemre való átállás. Ebben az évben még megengedettek voltak az 500-as, kétütemű motorok is. Rossi magabiztosan, 11 győzelmet aratva szerezte meg újabb világbajnoki címét, egy kieséstől eltekintve minden versenyen az első vagy második helyen végzett. A második ismét Biaggi lett, 140 pontos lemaradással. Rossin kívül egyébként csak Biaggi, Ukava és Alex Barros tudott futamot nyerni, Ukava egyszer, Biaggi és Barros kétszer-kétszer. 2003-ban ismét világbajnok lett, és annak ellenére kettővel több, 357 pontot szerzett, hogy kevesebbszer nyert. Az egyéni rekord megdöntéséhez viszont az is kellett, hogy Rossi minden versenyen a dobogóra állhasson. A kilenc győzelem mellett öt második és két harmadik hely szerepelt Rossi ez évi statisztikájában.

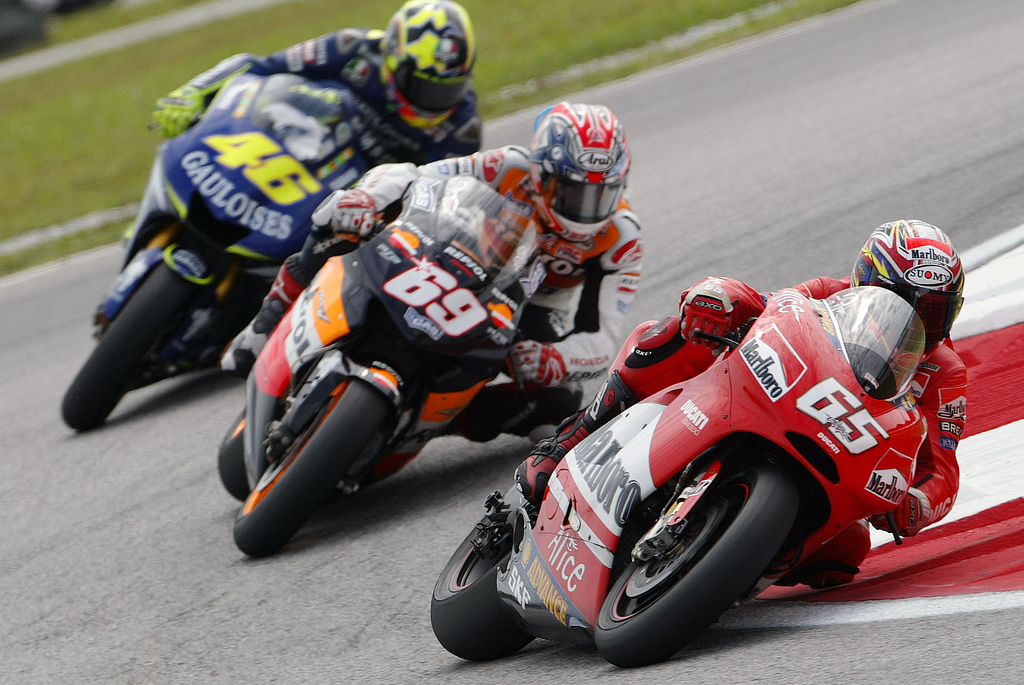
Capirossi, Hayden és Rossi 2005-ben, a maláj nagydíjon

2004-ben, a Hondával történt viharos szerződésbontás után már a Yamahánál versenyzett. A szezon során kevésbé versenyzett magabiztosan, mint korábban, mert bár kilenc győzelmet aratott, kétszer is kiesett. Ennek ellenére a Yamahával is megszerezte újabb, immár negyedik királykategóriás vb-címét. Legnagyobb ellenfele ebben az évben nem Biaggi, hanem a spanyol Sete Gibernau volt, akit a korábbi évekhez képest kisebb, 47 pontos különbséggel előzött meg. 2005-ben Rossi ismét világbajnoki címet szerzett, ez volt hetedik, a királykategóriában sorozatban ötödik elsősége. Ezzel Mick Doohannel együtt a ranglista második helyén áll, náluk több vb-címet egy huzamban csak Giacomo Agostini szerzett, szám szerint hetet. 2005-ben ismét pontrekordot döntött, mert bár egyszer feladni kényszerült a versenyt, az eggyel több futamnak köszönhetően több pontot tudott szerezni. 2002-höz hasonlóan ekkor is csak egy kiesés rondított bele a dobogós helyezésekbe.

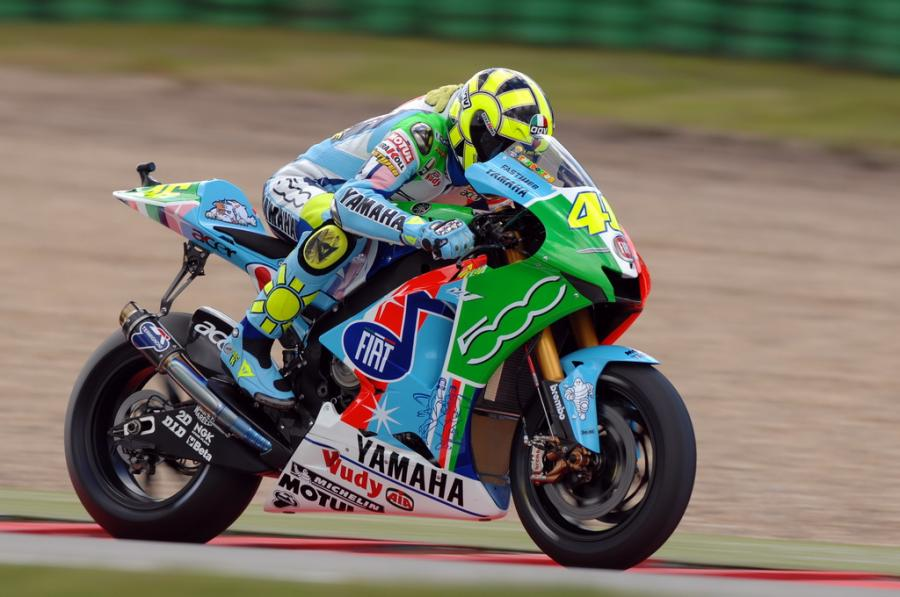
Rossi a 2007-es holland nagydíjon, egy egyedi festésű motoron

### A kevésbé sikeres évek
2006-ban ismét esélyes volt a végső győzelemre, de a szezon első felében problémákkal küszködött. Jerezben csak a 14. helyen végzett, majd Katarban nyert, de a kínai és a francia versenyen is kiesett, mindkétszer önhibáján kívül, műszaki gondok miatt. Ekkor Nicky Hayden már nagy előnnyel vezetett. Rossi azonban folyamatosan dolgozta le hátrányát, és az utolsó futam előtt már ismét ő állt az első helyén. Nyolc ponttal vezetett, vagyis még egy viszonylag gyengébb eredménnyel is nyerhetett volna. Valenciában meg is szerezte a pole pozíciót, ám a verseny nem alakult jól számára. Az első pár körben ugyanis elesett, és innentől Haydennek csak az volt a feladata, hogy biztonságban célba érjen. Rossi hiába zárkózott fel, végül csak a 13. helyig jutott, ez pedig azt jelentette, hogy Hayden harmadik helyével 5 pont előnnyel megszerezte első vb-elsőségét.
2007-ben a mezőny már csak 800 köbcentiméteres motorokkal versenyzett. A szezon előtti teszteken az látszott, hogy Rossinak még nehezebb dolga lesz, mint egy évvel azelőtt. Az idényt ennek ellenére jól kezdte, Katarban Stoner mögött második lett, a spanyol versenyt pedig megnyerte. Itt a második Dani Pedrosa, míg harmadik csapattársa, Colin Edwards lett. A Yamahások hátránya leginkább a csúcssebességben mutatkozott meg, ezt Stoner többször ki is használta. Később többször is kiesett, vagy a mezőny hátsó részében végzett, így még a 2006-os teljesítményét is alulmúlta, ezúttal csak harmadik lett. A világbajnokságot ebben a szezonban Stoner nyerte, második Pedrosa lett. Stoner ebben az évben rendkívül kiegyensúlyozottan teljesített, több, mint 120 ponttal előzte meg Rossiékat.

### Újból a trónon
A 2008-as szezon nem indult jól számára, ugyanis Katarban csak ötödik lett. A következő 2 futamon viszont már felállhatott a dobogóra, az azt követő 3 versenyt pedig megnyerte, így az olasz nagydíjat követően már ő állt az élen. Ezt követően az első helyet már nem is adta át senkinek. Hollandiában egy esés után csak 11. lett, ez volt a legrosszabb eredménye a szezonban, csak ezen és a katari versenyen nem tudott felállni a dobogóra. Minden versenyen pontszerzőként ért célba, a katari ötödik és a hollandiai 11. helyen kívül mindig felállhatott a dobogóra. Ezek a dobogós helyezések ebben az évben a következőképpen oszlottak meg: kilenc győzelem, öt második és két harmadik hely. 2008-ban 373 pontot szerzett, ami abszolút pontrekord. Az olasz versenyen zsinórban hetedik alkalommal diadalmaskodott, ami szintén rekord. A francia nagydíjon megszerezte 90. győzelmét, ezzel utolérte az örökranglistán előtte lévő második Ángel Nietót. A verseny végén a levezető kört Nietóval közösen tették meg, Rossi utasként egy 90+90 feliratú zászlót lengetett. Az amerikai nagydíjon volt egy emlékezetes csatája Casey Stonerrel. A Laguna Secai pályán a verseny második felében körökön keresztül látványosan oda-vissza előzgették egymást. Öt körrel a vége előtt Rossi megelőzte Stonert, aki elesett. Végül fel tudott állni, és a második helyen célba ért, Rossi pedig Stoner esésének köszönhetően nagy különbséggel nyert.

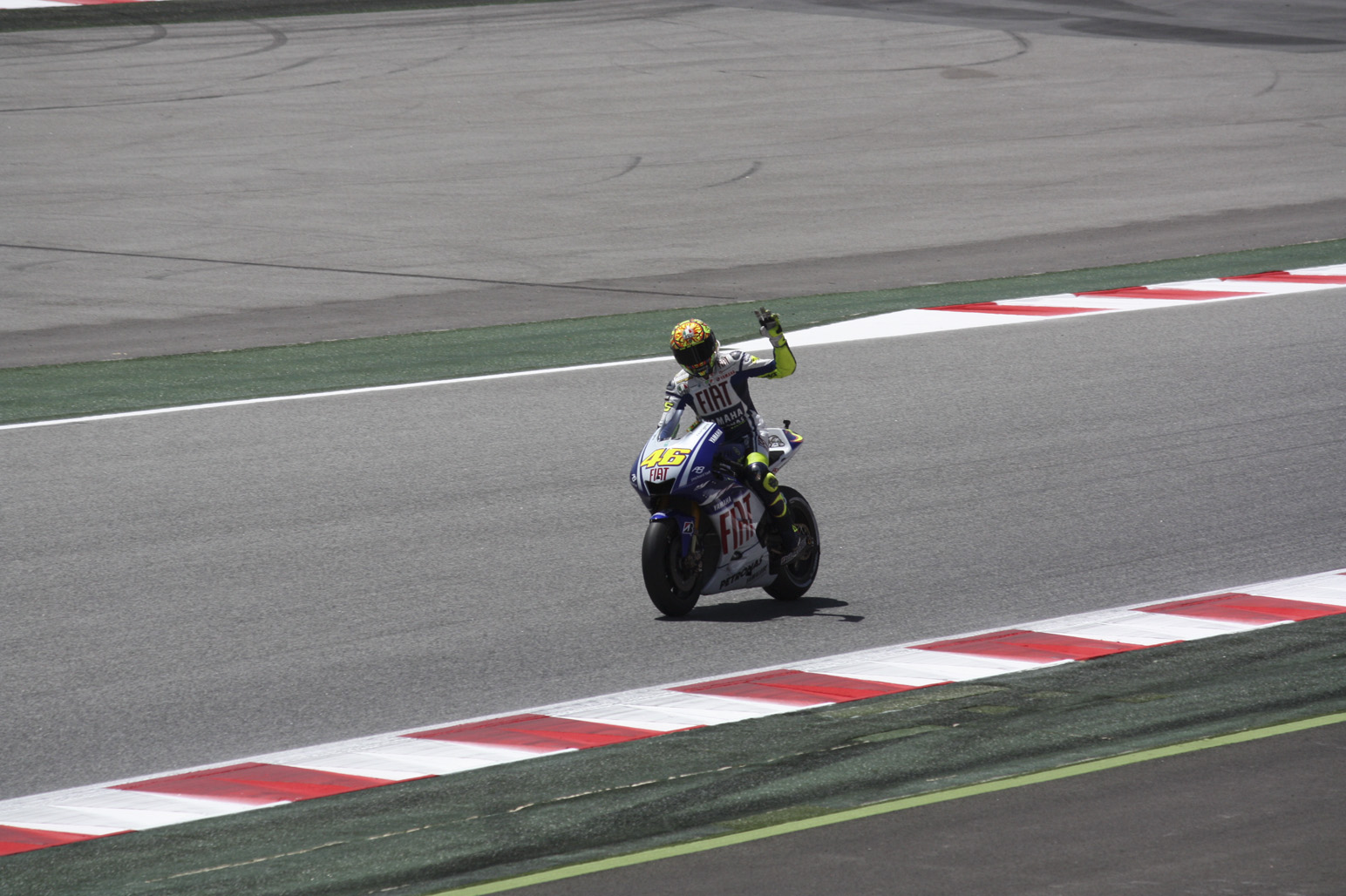
A 2009-es katalán nagydíjon

A 2009-es idényt jól indította, első három versenyéből kétszer második, egyszer első lett. A kaotikus francia nagydíjon elesett, emellett egy áthajtásos büntetést is kapott, így végül két kör hátránnyal az utolsó, 16. helyen fejezte be a futamot. Ez volt az első verseny karrierje során, hogy utolsóként ért célba. Mugellóban megszakadt hét éve tartó veretlensége, ugyanis csak a harmadik lett Stoner és Lorenzo mögött. A katalán verseny hatalmas küzdelmet hozott közte és a hazai pályán versenyző Lorenzo között. Már az időmérőn is csak 13 ezred döntött Lorenzo javára, majd a versenyen is korán eldőlt, hogy kettejük között dől el a futamgyőzelem sorsa. A versenyt végül Rossi nyerte, aki a célegyenesre ráfordító kanyarban előzte meg a spanyol versenyzőt. A pontversenyben ezután hármas holtverseny alakult ki közte, Lorenzo és Stoner között, mindhárman 106 ponttal állnak az élen.
2009-ben, néhány bemutató kör erejéig, részt vett a világ leghíresebb motorversenyén, a Man TT egy másik olasz világbajnokkal, Giacomo Agostinivel.
A következő verseny a Holland TT volt. A versenyen ismét nagy csatát vívott csapattársával, végül nyerni tudott, 5 másodperccel megelőzve a spanyol versenyzőt. A harmadik helyezett Stoner lett. Ez volt Rossi századik győzelme karrierje során. A verseny utáni ünneplése során előkerült egy hatalmas, tíz méteres plakát, melyen az addigi összes győzelem helyet kapott. Ezt követően a versenyzők Laguna Secába utaztak. Itt, bár nem ő nyert, növelte előnyét összetettben, ugyanis a győztes Dani Pedrosa nem jelent rá veszélyt az elsőséget illetően, továbbá két legnagyobb vetélytársát, Lorenzót és Stonert sikerült megelőznie. Laguna Seca után visszatértek Európába, a világbajnokság a szezon legrövidebb pályáján, a Sachsenringen folytatódott. Itt Rossi a pole-ból indulhatott, ezen a pályán karrierje során először. Az esős kvalifikációt több, mint fél másodperccel nyerte meg Lorenzo előtt. A versenyen a vb első négy helyezettje, Rossi, Lorenzo, Stoner és Pedrosa oda-vissza előzgették egymást, Pedrosa kivételével mindenki más állt az élen. A verseny végére Stoner lelassult, és végül csak negyedik helyen ért célba, tehát sok más versenyhez hasonlóan ismét a két Yamahás pilóta között dőlt el az első hely sorsa. Lorenzo sokáig az élen állt, ám Rossi kevéssel a vége előtt megelőzte őt, és az első helyet már nem is adta át neki, végül Rossi 99 ezreddel nyert Lorenzo előtt. Győzelmével tovább növelte előnyét csapattársával szemben, a különbség kettejük között már 14 pont. A harmadik Stoner ugyanennyivel van lemaradva Lorenzótól. A következő verseny a brit volt, a Donington Parkban ekkor rendeztek utoljára motorversenyt, ugyanis a sorozat 2010-től Silverstone-ba költözik. A pole-ból induló Rossi sokáig az első helyen haladt Andrea Dovizioso előtt, azonban elesett, és visszaesett a középmezőnybe. Fel tudott állni, így elkezdhette a felzárkózást, ami egészen az ötödik helyig sikerült. Mivel Lorenzo kiesett, Stoner pedig csak a két pontot jelentő tizennegyedik helyen ért célba, Rossi az ötödik helyért járó 11 ponttal 25-re növelte előnyét Lorenzo, 37-re Stoner előtt. A versenyt Dovizioso nyerte. A cseh nagydíjon Lorenzo, majd Indianapolisban ő esett ki, így a két futam után maradt közöttük a 25 pont különbség. A San Marinó-i és a portugál nagydíjon ismét ők ketten játszották a főszerepet, előbbi versenyen Rossi, utóbbin Lorenzo szerzett mesterhármast (pole pozíció, leggyorsabb kör, győzelem), azonban mivel Portugáliában Rossi csak negyedik lett, így a verseny után 12 pontra csökkent a köztük lévő különbség. Az ausztrál nagydíjon Lorenzo már a rajtnál összeütközött Haydennel, és kiesett, míg Rossi semmit sem kockáztatva a második helyen ért célba, ezzel gyakorlatilag világbajnok lett. A japán nagydíjon ezt be is biztosította, a verseny után pedig a tőle megszokott módon egy egyedi ünneplést láthattak.

### Az első súlyos sérülés
A 2010-es szezonnak a „Doktor” úgy vágott neki, hogy reális esélye volt megszerezni tizedik vb-címét. Az első három versenyen eszerint is versenyzett, mindhárom futamon dobogóra állhatott, és második helyen állt az összetettben, csapattársa, Jorge Lorenzo mögött. A hazai versenyen azonban súlyos balesetet szenvedett, miután mintegy 190 km/h-s sebességnél elesett, bokáját és sípcsontját törte. Előzetesen több hónap kihagyást jósoltak neki. Rossi ezzel karrierje során először hagyott ki versenyt, megszakítás nélküli 230 versenyen rajthoz állása rekord.
Négy versennyel később, a német nagydíjon tért vissza, miután előtte többször is tesztelte, hogy mennyit bír fájó válla és lába. Ezalatt a többiek, de főleg a csapattárs, Jorge Lorenzo hatalmas előnyre tettek szert vele szemben. A még nyilvánvalóan nem teljesen gyógyult Rossi a sachsenringi esős időmérőn a sérüléséhez képest biztatónak mondható ötödik helyet szerezte meg. A versenyt végül a negyedik helyen zárta. Helyezése csak a legutolsó kanyarban dőlt el, az egész versenyen vele nagyot csatázó Casey Stoner csak itt tudta végérvényesen megelőzni.
A cseh nagydíjat egy viszonylag unalmas verseny után ötödikként zárta, jobb helyezés elérésére gyakorlatilag esélye sem volt. Vele kapcsolatban azonban ezen a versenyen nem az elért eredményét várták, hanem a versenyt követő sajtótájékoztatóját, ahol bejelentette, hogy 2011-ben hol folytatja pályafutását. A várakozásoknak megfelelően kétéves szerződést kötött a Ducatival. A hátralévő nyolc versenyből haton dobogóra állhatott, Malajziában győzelmet is szerzett. A szezont végül harmadikként zárta, és tovább folytatta azt a rekordját, amely szerint a legtöbb egymást követő szezonban nyert legalább egy futamot.

### Egy újabb éra: Ducati

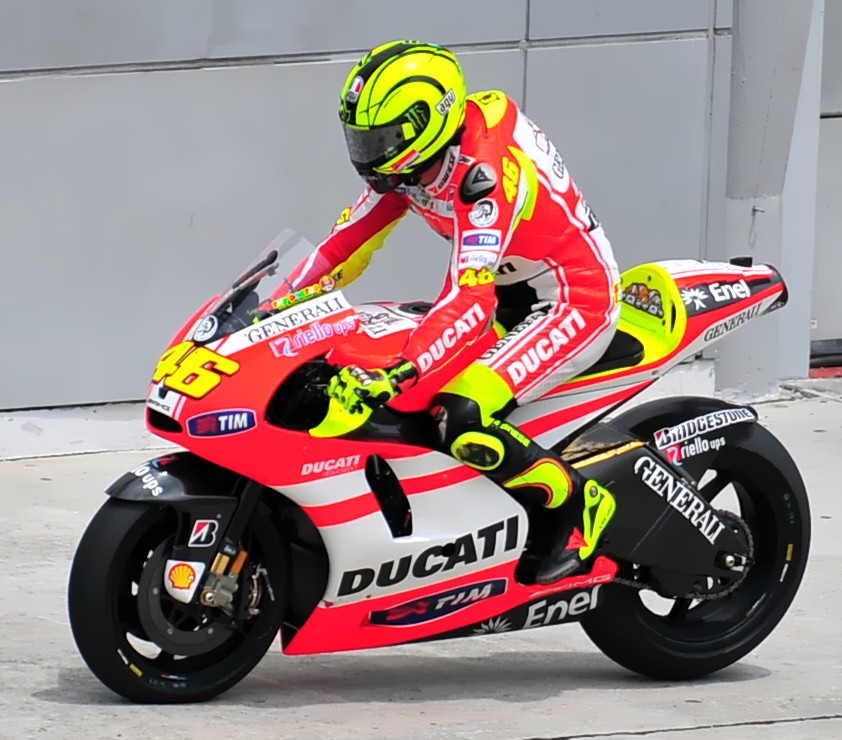
Egy szezon előtti teszten új csapatával, a Ducatival

Rossi tehát 2010. augusztus 15-én jelentette be, hogy a Ducatihoz szerződik, így létrejött sok olasz szurkoló vágya, egy olasz versenyző olasz motoron. Új csapata motorján először novemberben, egy valenciai teszten ülhetett. A tesztek során kiderült, hogy a Ducati jelentős lemaradásban van például a Repsolhoz képest, a második sepangi teszten Rossi közel két másodperccel maradt el Casey Stoner mögött.
A szezon a korábbi évekhez hasonlóan Katarban kezdődött. A versenyt végül hetedikként zárta. Győzelemre később sem volt esélye, a szezon első harmadában még dobogóra is mindössze egyszer állhatott, Le Mans-ban harmadik lett. Ezt követően a szezon hátralévő részében stabil, ám különösebben jónak nem mondható eredmények következtek. Igaz, hogy a szezon utolsó négy futamáig egyszer sem esett ki, ám sem a futamgyőzelemre, sem a dobogóra nem volt esélye, legtöbbször a negyedik és hetedik helyek között mozgott, de volt kilencedik és tizedik is. A leggyengébb versenyek a szezon végén következtek. Japánban és Ausztráliában egyaránt kiesett, majd következett az idény tragikus szempontból legemlékezetesebb versenye, a maláj nagydíj. Rossi a versenyre kilencedikként kvalifikálta magát, és a második körben járt, amikor éppen Colin Edwardsszal csatázott, és amikor a negyedik helyen haladó Marco Simoncelli hibázott, és alig tudott a motorján maradni, testének nagyobb részével már lelógott a motorról, vagyis centiken múlhatott a tényleges bukás. Simoncelli, a hiba miatt, valamint hogy egyenesbe hozza motorját, éppen Rossi és Edwards elé került, akik mindketten megütötték őt, a hátán és a fején. Az ütközés ereje akkora volt, hogy a baleset miatt Simoncellinek a sisakja is leesett, így csúszott még néhány métert a pályán. Végül az olasz pilótát a gyors orvosi beavatkozás sem mentette meg, nem sokkal később belehalt sérüléseibe. A baleset miatt végül a szervezők a verseny törlése mellett döntöttek. A baleset során a Simoncellin kívül érintett két fél közül Rossi sértetlenül megúszta a balesetet, Edwards viszont kulcscsonttörést szenvedett. Rossi, miután a szezonzárón, Valenciában is kiesett, karrierje során először győzelem nélkül volt kénytelen befejezni egy szezont.
A 2012-es idény hasonlóan küzdelmesen alakult Rossiék számára, mint az előző. Bár ebben az évben is, ha célba ért, minden versenyen pontot tudott szerezni, az első három futamon (Katar, Spanyolország, Portugália) például a legjobb ötbe kerülés sem sikerült neki. Az első komolyabb eredmény ismét Le Mans-ban jött el, ahol az előző évhez hasonlóan dobogóra tudott állni. A futamon sokáig harcban volt Cal Crutchlow-val és honfitársával, Crutchlow csapattársával, Andrea Doviziosóval, ám a verseny vége felé sikerült biztonságos előnyt kiépíteni velük szemben, sőt, még Stoner utolérésére is volt esélye. A többi versenyen, egészen San Marinóig ismét csak egyszer, a hazai versenyen sikerült a top 5-be kerülés (ötödik hely Mugellóban), majd az előző évvel ellentétben 2012-ben egy második dobogós helyezést is sikerült bezsebelnie. Misanóban, az addigra már Simoncelliről elnevezett versenypályán ismét másodikként zárt, tisztes távolságban lemaradva a győztes Jorge Lorenzo mögött, és bő másfél másodperccel megelőzve Álvaro Bautistát. A két dobogós helyezésnek köszönhetően az évvégi összesítésben sikerült egy helyet előrelépnie, a 2011-es hetedik hellyel szemben ekkor hatodik lett.

### Visszatérés a korábbi sikerek helyszínére: ismét Yamaha
2012. augusztus tizedikén jelentették be, hogy Rossi elhagyja a Ducatit, a nap folyamán pedig később az is kiderült, hogy új csapata a régi lesz, vagyis visszatér a Yamaha gyári alakulatához, Lorenzo mellé.
A 2013-as idényt egy kiváló második hellyel kezdte Katarban, majd hatodik volt Amerikában és negyedik Jerezben. A következő két versenyen, Jerezben és Mugellóban egyaránt bukott, ám míg előbbinél sikerült behoznia a motort a tizenkettedik helyen, addig a hazai pályán feladni kényszerült a futamot. Június 29-én egy negyvenhat futamos nyeretlenségi sorozatot szakított meg a holland TT-n, miután a hatodik körben megelőzte Dani Pedrosát, és a verseny végéig nem is adta át senkinek az első helyet. Később még a Sachsenringen, Laguna Secában, valamint Aragóniában és Ausztráliában is dobogóra állhatott, a szezont pedig a negyedik helyen zárta.

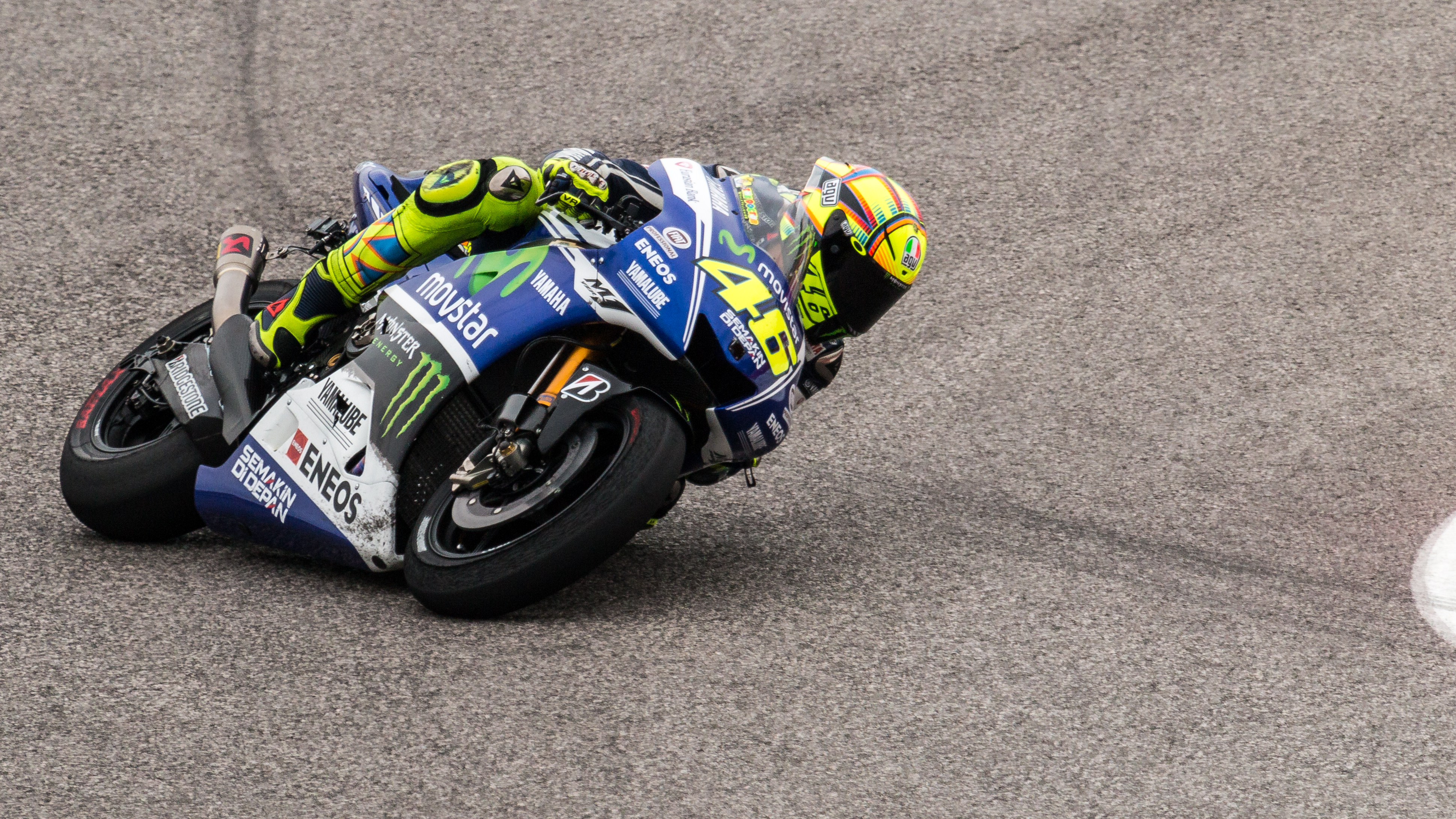
Rossi az Amerika nagydíjon

A 2013-as év végén Rossi bejelentette, hogy a következő évben már nem Jeremy Burgess, hanem Silvano Galbusera lesz a versenymérnöke. Galbusera korábban Marco Melandri munkáját segítette a Superbike vb-n. 2014-et is jól kezdte, az első öt futamból háromszor is másodikként végzett. Június elsején, Mugellóban háromszázadik nagydíján állt rajthoz, amit egy harmadik hellyel tett emlékezetesebbé. A szezon vége felé, Misanóban ismét ő állhatott a dobogó legfelső fokára, győzelme az első nem Hondás siker volt 2014-ben. Győzelmének köszönhetően átlépte az ötezer pontos álomhatárt, sem előtte, sem azóta nem szerzett senki ennyi világbajnoki pontot. A szezonzárón egy másik hosszú sorozatot szakított meg, ugyanis Valenciában a 2010-es francia nagydíj után először állhatott fel az első rajtkockába. A szezont végül a második vb-címét szerző Marc Márquez mögött másodikként fejezte be.
A 2015-ös katari futamon a lehető legjobban indult számára a szezon: első helyen végzett, mellé pedig Andrea Dovizioso és Andrea Iannone állhattak fel a dobogóra, így egy teljesen olasz dobogót láthatott a katari nézőközönség. Erre utoljára 2006-ban, Japánban volt példa. Miután harmadikként végzett Austinban, Argentínában ismét ő diadalmaskodott. A győzelmet nagyban köszönhette gumiválasztási stratégiájának is, ugyanis hátulra a Bridgestone extrakemény keverékű gumiját tetette fel. Jerezben, Le Mans-ban, valamint Mugellóban újabb dobogós helyezéseket szerzett (harmadik, második, majd ismét harmadik), így a 2014 év végi versenyekkel együtt zsinórban tizedszer állt fel a pódiumra, valamint vezette a világbajnokságot is.
Hollandiai győzelme után teljesen nyilvánvalóvá vált, hogy Rossi és Lorenzo lesz a világbajnoki cím legfőbb várományosa. A Honda-felségterületnek számító Sachsenringen és Indianapolisban egyaránt Márquez végzett az élen, míg Brnóban ismét Lorenzo állhatott fel a dobogó legfelső fokára, ekkor pontegyenlőség alakult ki közte és Rossi között. Silverstone-ban ismét Rossi végzett előrébb, San Marinó-ban pedig a változó időjárási körülmények között Lorenzo kiesett, így Rossi ötödik helye miatt tetemes lett a spanyol hátránya a pontversenyben. Az utolsó öt versenyből Rossi csak egyszer végzett Lorenzo előtt, így a spanyol folyamatosan dolgozta le hátrányát az összetettben. A brnói 23 pontos hátrány a szezonzáróra hétre olvadt, és mivel Valenciában is Lorenzo győzött, ő szerezte meg a világbajnoki címet, a kategóriában harmadszor, pályafutása során pedig, az összes kategóriát figyelembe véve ötödször.
Az évad során több kisebb, illetve egy nagyobb ellentét bontakozott ki a legfőbb világbajnoki esélyesek között. Argentínában Márquez egy előzési kísérleténél összeütközött Rossival, és bár ő esett el, míg Rossi nyeregben maradt, a kilencszeres világbajnok „mindent vagy semmit” jelzővel illette Márquez vezetési stílusát. Misanóban Rossi egy büntetőpontot kapott (ennek a szezon végén lett jelentősége, ugyanis háromtól súlyos büntetés jár) Lorenzo feltartásáért az időmérőn. Az igazi feszültség Márquez, Lorenzo és Rossi között Ausztráliában kezdődött, amikor Rossi azzal vádolta meg Márquezt, hogy ha már neki nincs esélye a végső győzelemre, honfitársát, Lorenzót segíti az elsőség megszerzésében azzal, hogy őt feltartja, Lorenzót pedig hagyja elmenni, hogy utána neki már ne legyen esélye őt utolérni. Az ellentét csúcspontja a maláj verseny volt, ahol Márquez indulhatott a pole-pozícióból. Márquez tempója nem sokkal később látszólag visszaesett, és Lorenzo rendkívül könnyen meg tudta előzni őt. Rossi is megpróbálta ezt, azonban vele már nem volt ilyen előzékeny, és leállt vele harcolni. Ezt elégelte meg Rossi, és egy visszafordító kanyarban leszorította Márquezt az ideális ívről, majd mikor Márquez bedöntötte a motorját, rádőlt Rossiéra, emiatt pedig elesett, míg Rossi tovább tudott menni. Az esetet követően annak lehetősége is felmerült, hogy Rossi részéről szándékos rúgás történt, ám végül csak a leszorítás miatt kapott három büntetőpontot, így pedig már négy volt neki, emiatt a szezonzáró valenciai versenyen a rajtrács végéről volt kénytelen indulni. Rossi hiába fellebbezett a Nemzetközi Sportdöntőbíróságnál is, a szervezet elutasította kérelmét, így érvényben maradt a büntetése. A versenyen hiába zárkózott fel az addig világbajnoki éllovas Rossi a negyedik helyre, mivel Lorenzo végig az élen motorozott, honfitársa, Márquez pedig egyszer sem próbálta megelőzni, végül Jorge Lorenzo szerezte meg a világbajnoki címet. A dobogóra Lorenzo és Márquez mellé még Dani Pedrosa állhatott fel.
2016 első felében sokkal kevésbé tudott kiegyensúlyozott lenni, mint az azt megelőző években, emiatt pedig több kiesés is belerondított a jó eredményekbe. Austinban, az Amerika nagydíjon saját hibájából csúszott el és esett ki, míg Mugellóban hiába indulhatott a pole-pozícióból, még a verseny legelején elfüstölt a motorja, így esélye sem volt a jó eredmény elérésére. Hollandiában ismét kiesett, így tetemes hátrányba került Márquezzel szemben. Mivel a szokásosnál sokkal több teljes egészében esős vagy változó körülmények között futott versenyre került sor a szezonban, szép lassan sikerült leszakítania magáról összetettben Lorenzót, aki saját elmondása szerint sem kedveli ezeket a körülményeket.
2021 augusztusában hivatalosan is bejelentette, hogy visszavonul a sporttól. Utolsó versenyét tizedik helyen fejezte be, amit egy megemlékezés követett. Lewis Hamilton és Max Verstappen is megemlékezett róla, de még Keanu Reeves színész is.

## Rivalizálások

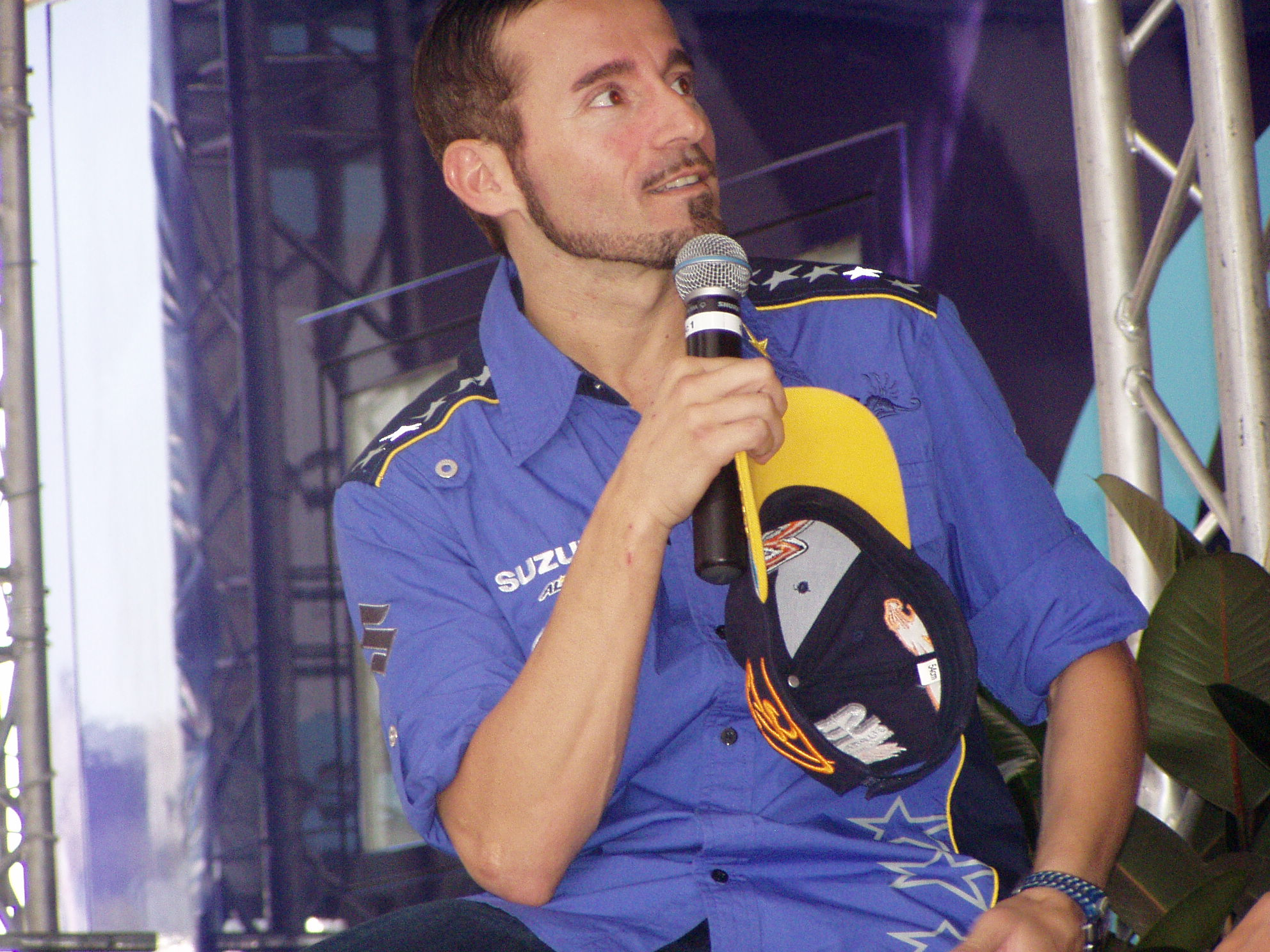
Max Biaggi

Rossi karrierjének első komoly riválisa az olasz Max Biaggi volt. 2000-ig nem versenyeztek közvetlenül egymás ellen, ugyanis Rossi ekkor került fel az 500-asokhoz. Ekkortól több emlékezetes incidensük volt egymással. Csatájukat egyébként egy 2003-as dokumentumfilmben meg is filmesítették.
Az első ismertebb eset a 2001-es japán versenyen történt. A verseny vége felé közeledve a célegyensben Rossi megpróbálta megelőzni Biaggit, aki könyökkel kilökte őt a pályát övező műfűre, mintegy 220 km/órás tempónál. Ennek következtében Rossi több helyet visszaesett, ám végül sikerült felzárkóznia, megelőzte Biaggit és megnyerte a versenyt. Biaggi végül csak harmadik lett Garry McCoy mögött. Rossi, Biaggi előzésekor kinyújtott középső ujjal jelezte Biagginak véleményét.
Egy másik ismert incidens ugyanebben az évben, Barcelonában történt. A versenyen Rossi végzett az első, Biaggi a második helyen, így mindketten felállhattak a dobogóra. A díjátadás előtt azonban összeverekedtek. Később, az interjúk alatt erről kérdezték őket, ám az összetűzés okát nem sikerült kideríteni. A Dorna végül megtiltotta nekik, hogy erről beszéljenek. Később végül egyikőjüket sem büntették meg az eset miatt. Az asseni sajtótájékoztatón aztán a kamerák kereszttüzében kezet fogtak egymással, ezzel elsimítottak egymás között minden nézeteltérést.
Következő nagy ellenfele az akkor a Gresini csapatnál versenyző Sete Gibernau volt. Kettejük között két ismertebb eset történt, először a 2004-es brazil nagydíjon. A két pilóta azelőtt kifejezetten jóban volt egymással, de a verseny után hosszú ideig nem beszéltek egymással. Rossi ugyanis a versenyen kilökte Gibernaut, aminek következtében mindketten kiestek. Később, a katari nagydíjon ismét összeütköztek, ám ezúttal az időmérő edzésen. Itt egyértelműen Rossi volt az eset okozója, akit később a rajtrács végére soroltak hátra. A versenyt Gibernau nyerte.  A rivalizálás 2006-ban ért véget, amikor Gibernau visszavonult. Bár 2009-ben visszatért, ekkor már nem volt képes a vb-címért harcolni.
2007-ben Stoner lett Rossi legfőbb ellenfele. Ebben az évben végül az ausztrál simán megszerezte a vb-címet. A legismertebb eset kettejük között a 2008-as amerikai nagydíjon történt. Miután többször oda-vissza előzgették egymást, pár körrel a vége előtt Rossi ismét megpróbálta megelőzni Stonert. A célegyenes előtt nem sokkal hibázott az ausztrál versenyző, aki így a fűre kényszerült, majd a kavicságyba, és elesett. Bár fel tudott állni, végül csak második lett. A verseny után Stoner nyilatkozatában erősen támadta Rossit, a következő versenyen azonban bocsánatot kért tőle.
2009-ben a csapattárs Jorge Lorenzo is a riválisok közé lépett. Bár a spanyol már 2008-ban is a csapattársa volt Rossinak, ebben az évben csak egyszer sikerült nyernie, míg Rossi nagy fölénnyel nyerte ezt az évet. A 2009-es év leginkább kettejük csatájáról szolt, amit végül Valentino nyert meg. Több híres csatájuk volt ebben az évben, például a katalán nagydíj vagy Brno. Az év második felében úgy tűnt, Lorenzo megveri Rossit, de végül ez nem sikerült neki. Lorenzo eldobta magától a lehetőséget, mert többször is elesett. A cseh nagydíjon Rossit próbálta előzni, amikor esett.

## Kapcsolata az autósporttal

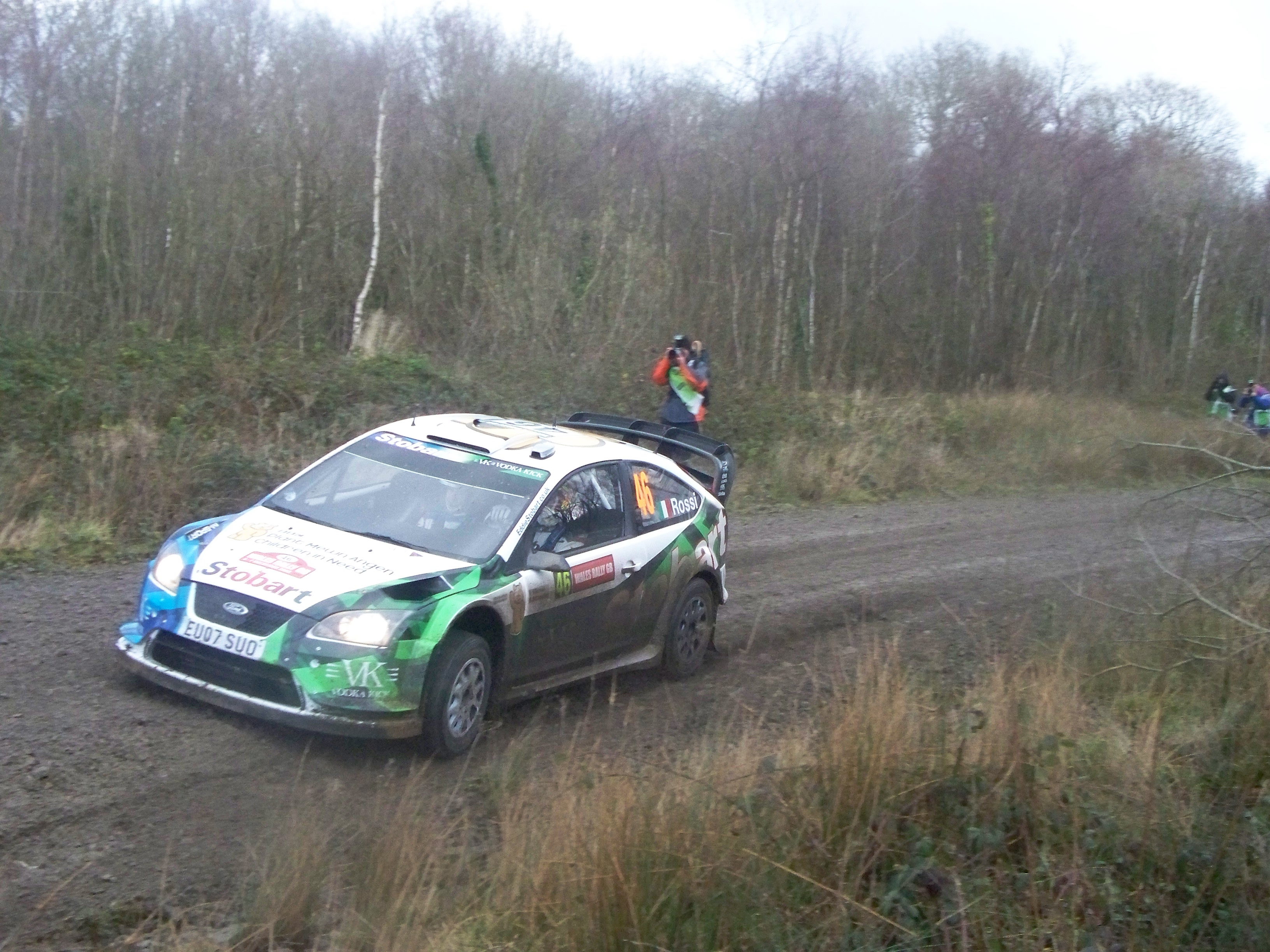
2008-ban, a brit ralin

Rossi többször is tesztelt különféle versenyautókkal, raliautóval például több versenyen is részt vett.
Az autósporttal kapcsolatban mégsem emiatt foglalkoznak vele a legtöbbet. Először 2006-ban, Valenciában tesztelhette a Ferrarit. Ekkor kezdődtek el azok a feltételezések, miszerint Rossi talán a Formula–1-ben folytathatja. A teszt első napján kicsúszott, amivel az a nap véget is ért számára, a második napon azonban a 15 ott lévőből kilencedik lett, megelőzve több akkori F1-es pilótát, David Coulthardot vagy Jarno Trullit. A teszt utolsó napján Rossi már csak mintegy fél másodperccel volt elmaradva az első helyezett Schumachertől.
2008 telén egy Ferrarit tesztelt Mugellóban, azóta szinte minden hónapban felröppen a pletyka, hogy az F1-ben folytatja.
Rossi másik szenvedélye az autósportban a rali. Az első verseny, amelyen elindult, a 2002-es brit rali volt. Itt összetörte az autóját, és kiesett. Legközelebb 2005-ben állt rajthoz raliversenyen, Monzában egy gyári Subaru Impreza volánjánál.
A 2006-os új-zélandi világbajnoki futamon ismét rajthoz állt. Itt ismét egy Subarut vezetett, végül a 39 indulóból a tizenegyedik helyen végzett. Nem sokkal ezután ismét rajthoz állt Monzában, ahol az megelőzte többek között az előző évi győztes Rinaldo Capellót is, végül 24 másodperces előnnyel az első helyen végzett. A hét gyorsasági szakaszból ötöt nyert meg. Legutoljára a 2008-as brit ralin vett részt, ahol 12. lett.
Eddig akárhányszor röppentek fel akár F1-es, akár ralis pletykák vele kapcsolatban, ő azt mindig visszautasította, bár szerződése lejártával elképzelhetőnek tartotta, hogy kipróbálja magát más sorozatban is.

## Sisakok
Valentino Rossi pályafutása során több sisak-designnal versenyzett már, a legtöbbön a nap-hold motívum volt látható.

## Magánélete
Magánéletéből, amennyire lehet, igyekszik kizárni a médiát, így azonkívül, hogy Inter-drukker, valamint balkezes, nem sokat lehet tudni. Kedvenc csapatának több mérkőzését is a helyszínen tekintette meg, ha ideje engedte. Családi állapota jelenleg nőtlen.
Az egyik legismertebb eset 2007-ben történt vele. Ekkor az olasz adóhatóság vizsgálatot indított ellene, ugyanis szerintük Rossi jelentős, 112 millió eurós jövedelmet nem jelentett be. A vizsgálat lezárultával Rossi 35 millió eurót volt kénytelen büntetésként fizetni az adóhatóságnak.[forrás?]

## Rekordok
A 2014-es San Marino Nagydíj után Valentino Rossi a következő rekordokat tartja:
| Rekord                                                               | Mennyiség                                                                                    |
| Géposztályoktól független rekordjai                                  | Géposztályoktól független rekordjai                                                          |
| -------------------------------------------------------------------- | -------------------------------------------------------------------------------------------- |
| Legtöbb dobogós helyezés                                             | 213                                                                                          |
| Legtöbb pole-pozíció                                                 | 59                                                                                           |
| Legtöbb pont                                                         | 5493                                                                                         |
| Legtöbb egymást követő versenyen való részvétel                      | 230 (1996-os maláj nagydíj–2010-es francia nagydíj)                                          |
| Legtöbb egymást követő szezonban szerzett győzelem                   | 15 (1996–2010)                                                                               |
| Legtöbb különböző hengerűrtartalmú motorral nyert világbajnoki cím   | 5 (125, 250, 500, 800, 990)                                                                  |
| Legtöbb győzelem Mugellóban (olasz nagydíj)                          | 9 (1997, 1999, 2002–2008)                                                                    |
| Legtöbb egymást követő győzelem Mugellóban (olasz nagydíj)           | 7 (2002–2008)                                                                                |
| Legtöbb győzelem az Apriliával                                       | 26                                                                                           |
| Az 500 cm³-hez/MotoGP-hez kötődő rekordjai                           |                                                                                              |
| Legtöbb győzelem                                                     | 88                                                                                           |
| Legtöbb második helyezés                                             | 51                                                                                           |
| Legtöbb dobogós helyezés                                             | 177                                                                                          |
| Legtöbb dobogós helyezés egy szezonban                               | 16 (2003, 2005, 2008)                                                                        |
| Legtöbb leggyorsabb kör egy szezonban                                | 12 (2003)                                                                                    |
| Legtöbb egymást követő dobogós helyezés                              | 23 (2002-es portugál nagydíj–2004-es dél-afrikai nagydíj)                                    |
| Legtöbb egymást követő versenyen való indulás                        | 170 (2000-es dél-afrikai nagydíj–2010-es francia nagydíj)                                    |
| Legtöbb világbajnoki cím a Yamahával                                 | 4 (2004–2005, 2008–2009)                                                                     |
| Legtöbb egymást követő világbajnoki cím különböző konstruktőrökkel   | 2 (2003–2004)                                                                                |
| Legtöbb győzelem a Yamahával                                         | 48                                                                                           |
| Legtöbb győzelem egy szezonban a Yamahával                           | 11 (2005)                                                                                    |
| Legtöbb egymást követő győzelem a Yamahával                          | 5 (2005-ös kínai nagydíj–2005-ös Holland TT, 2008-as amerikai nagydíj–2008-as japán nagydíj) |
| Legtöbb különböző motoron nyert világbajnoki cím                     | 4 (Honda NSR500, Honda RC211V, Yamaha YZR-M1 (990 cm³), Yamaha YZR-M1 (800 cm³))             |
| Legtöbb különböző hengerűrtartalmú motorokkal nyert világbajnoki cím | 3 (500, 800, 990)                                                                            |
| 125 cm³-es géposztályhoz kapcsolódó rekordjai                        |                                                                                              |
| Legtöbb győzelem egy szezonban                                       | 11 (1997)                                                                                    |

## Statisztikái szezonok szerint
| Szezon   | Géposztály | Motor                   | Csapat                       | #  | V   | Gy  | D   | Pole | Lkör | P    | Poz | vb |
| -------- | ---------- | ----------------------- | ---------------------------- | -- | --- | --- | --- | ---- | ---- | ---- | --- | -- |
| 1996     | 125 cm³    | Aprilia RS125           | Scuderia AGV Aprilia         | 46 | 15  | 1   | 2   | 1    | 2    | 111  | 9.  | 0  |
| 1997     | 125 cm³    | Aprilia RS125           | Nastro Azzurro Aprilia       | 46 | 15  | 11  | 13  | 4    | 7    | 321  | 1.  | 1  |
| 1998     | 250 cm³    | Aprilia RS250           | Nastro Azzurro Aprilia       | 46 | 14  | 5   | 9   | 0    | 3    | 201  | 2.  | 0  |
| 1999     | 250 cm³    | Aprilia RS250           | Nastro Azzurro Aprilia       | 46 | 16  | 9   | 12  | 5    | 8    | 309  | 1.  | 1  |
| 2000     | 500 cm³    | Honda NSR500            | Nastro Azzurro Honda         | 46 | 16  | 2   | 10  | 0    | 5    | 209  | 2.  | 0  |
| 2001     | 500 cm³    | Honda NSR500            | Nastro Azzurro Honda         | 46 | 16  | 11  | 13  | 4    | 10   | 325  | 1.  | 1  |
| 2002     | MotoGP     | Honda RC211V            | Repsol Honda Team            | 46 | 16  | 11  | 15  | 7    | 9    | 355  | 1.  | 1  |
| 2003     | MotoGP     | Honda RC211V            | Repsol Honda Team            | 46 | 16  | 9   | 16  | 9    | 12   | 357  | 1.  | 1  |
| 2004     | MotoGP     | Yamaha YZR-M1           | Gauloises Fortuna Yamaha     | 46 | 16  | 9   | 11  | 5    | 3    | 304  | 1.  | 1  |
| 2005     | MotoGP     | Yamaha YZR-M1           | Gauloises Yamaha Team        | 46 | 17  | 11  | 16  | 5    | 6    | 367  | 1.  | 1  |
| 2006     | MotoGP     | Yamaha YZR-M1           | Camel Yamaha Team            | 46 | 17  | 5   | 10  | 5    | 4    | 247  | 2.  | 0  |
| 2007     | MotoGP     | Yamaha YZR-M1           | Fiat Yamaha Team             | 46 | 18  | 4   | 8   | 4    | 3    | 241  | 3.  | 0  |
| 2008     | MotoGP     | Yamaha YZR-M1           | Fiat Yamaha Team             | 46 | 18  | 9   | 16  | 2    | 5    | 373  | 1.  | 1  |
| 2009     | MotoGP     | Yamaha YZR-M1           | Fiat Yamaha Team             | 46 | 17  | 6   | 13  | 7    | 6    | 306  | 1.  | 1  |
| 2010     | MotoGP     | Yamaha YZR-M1           | Fiat Yamaha Team             | 46 | 14  | 2   | 10  | 1    | 2    | 233  | 3.  | 0  |
| 2011     | MotoGP     | Ducati Desmosedici GP11 | Ducati Team                  | 46 | 17  | 0   | 1   | 0    | 1    | 139  | 7.  | 0  |
| 2012     | MotoGP     | Ducati Desmosedici GP12 | Ducati Team                  | 46 | 18  | 0   | 2   | 0    | 1    | 163  | 6.  | 0  |
| 2013     | MotoGP     | Yamaha YZR-M1           | Yamaha Factory Racing        | 46 | 18  | 1   | 7   | 0    | 1    | 240  | 4.  | 0  |
| 2014     | MotoGP     | Yamaha YZR-M1           | Movistar Yamaha MotoGP       | 46 | 18  | 2   | 13  | 1    | 1    | 295  | 2.  | 0  |
| 2015     | MotoGP     | Yamaha YZR-M1           | Movistar Yamaha MotoGP       | 46 | 18  | 4   | 15  | 1    | 4    | 325  | 2.  | 0  |
| 2016     | MotoGP     | Yamaha YZR-M1           | Movistar Yamaha MotoGP       | 46 | 18  | 2   | 10  | 2    | 2    | 249  | 2.  | 0  |
| 2017     | MotoGP     | Yamaha YZR-M1           | Movistar Yamaha MotoGP       | 46 | 17  | 1   | 6   | 0    | 0    | 208  | 5.  | 0  |
| 2018     | MotoGP     | Yamaha YZR-M1           | Movistar Yamaha MotoGP       | 46 | 18  | 0   | 5   | 1    | 0    | 198  | 3.  | 0  |
| 2019     | MotoGP     | Yamaha YZR-M1           | Monster Energy Yamaha MotoGP | 46 | 19  | 0   | 3   | 0    | 1    | 177  | 7.  | 0  |
| 2020     | MotoGP     | Yamaha YZR-M1           | Monster Energy Yamaha MotoGP | 46 | 12  | 0   | 1   | 0    | 0    | 66   | 15. | 0  |
| 2021     | MotoGP     | Yamaha YZR-M1           | Petronas Yamaha SRT          | 46 | 18  | 0   | 0   | 0    | 0    | 44   | 18. | 0  |
| Összesen | Összesen   | Összesen                | Összesen                     |    | 432 | 115 | 237 | 65   | 96   | 6363 |     | 9  |

## Teljes MotoGP-eredménylistája
(Táblázat értelmezése)

(Félkövér: pole-pozícióból indult; dőlt: leggyorsabb kört futott) 

| Év   | Kategória | Csapat  | 1.      | 2.      | 3.      | 4.      | 5.      | 6.      | 7.      | 8.     | 9.      | 10.    | 11.    | 12.     | 13.    | 14.    | 15.     | 16.    | 17.     | 18.    | 19.    | Helyezés | Pont |
| ---- | --------- | ------- | ------- | ------- | ------- | ------- | ------- | ------- | ------- | ------ | ------- | ------ | ------ | ------- | ------ | ------ | ------- | ------ | ------- | ------ | ------ | -------- | ---- |
| 1996 | 125 cm³   | Aprilia | MAL 6.  | IND 11. | JPN 11. | SPA 4.  | ITA 4.  | FRA Ki  | NED Ki  | GER 5. | GBR Ki  | AUT 3. | CZE 1. | IMO 5.  | CAT Ki | BRA Ki | AUS 14. |        |         |        |        | 9.       | 111  |
| 1997 | 125 cm³   | Aprilia | MAL 1.  | JPN Ki  | SPA 1.  | ITA 1.  | AUT 2.  | FRA 1.  | NED 1.  | IMO 1. | GER 1.  | BRA 1. | GBR 1. | CZE 3.  | CAT 1. | IND 1. | AUS 6.  |        |         |        |        | 1.       | 321  |
| 1998 | 250 cm³   | Aprilia | JPN Ki  | MAL Ki  | SPA 2.  | ITA 2.  | FRA 2.  | MAD Ki  | NED 1.  | GBR Ki | GER 3.  | CZE Ki | IMO 1. | CAT 1.  | AUS 1. | ARG 1. |         |        |         |        |        | 2.       | 201  |
| 1999 | 250 cm³   | Aprilia | MAL 5.  | JPN 7.  | SPA 1.  | FRA Ki  | ITA 1.  | CAT 1.  | NED 2.  | GBR 1. | GER 1.  | CZE 1. | IMO 2. | VAL 8.  | AUS 1. | RSA 1. | BRA 1.  | ARG 3. |         |        |        | 1.       | 309  |
| 2000 | 500 cm³   | Honda   | RSA Ki  | MAL Ki  | JPN 11. | SPA 3.  | FRA 3.  | ITA 12. | CAT 3.  | NED 6. | GBR 1.  | GER 2. | CZE 2. | POR 3.  | VAL Ki | BRA 1. | PAC 2.  | AUS 3  |         |        |        | 2.       | 209  |
| 2001 | 500 cm³   | Honda   | JPN 1.  | RSA 1.  | SPA 1.  | FRA 3.  | ITA Ki  | CAT 1.  | NED 2.  | GBR 1. | GER 7.  | CZE 1. | POR 1. | VAL 11. | PAC 1. | AUS 1. | MAL 1.  | BRA 1. |         |        |        | 1.       | 325  |
| 2002 | MotoGP    | Honda   | JPN 1.  | RSA 2.  | SPA 1.  | FRA 1.  | ITA 1.  | CAT 1.  | NED 1.  | GBR 1. | GER 1.  | CZE Ki | POR 1. | BRA 1.  | PAC 2. | MAL 2. | AUS 1.  | VAL 2. |         |        |        | 1.       | 355  |
| 2003 | MotoGP    | Honda   | JPN 1.  | RSA 2.  | SPA 1.  | FRA 2.  | ITA 1.  | CAT 2.  | NED 3.  | GBR 3. | GER 2.  | CZE 1. | POR 1. | BRA 1.  | PAC 2. | MAL 1. | AUS 1.  | VAL 1. |         |        |        | 1.       | 357  |
| 2004 | MotoGP    | Yamaha  | RSA 1.  | SPA 4.  | FRA 4.  | ITA 1.  | CAT 1.  | NED 1.  | BRA Ki  | GER 4. | GBR 1.  | CZE 2. | POR 1. | JPN 2.  | QAT Ki | MAL 1. | AUS 1.  | VAL 1. |         |        |        | 1.       | 304  |
| 2005 | MotoGP    | Yamaha  | SPA 1.  | POR 2.  | CHN 1.  | FRA 1.  | ITA 1.  | CAT 1.  | NED 1.  | USA 3. | GBR 1.  | GER 1. | CZE 1. | JPN Ki  | MAL 2. | QAT 1. | AUS 1.  | TUR 2. | VAL 3.  |        |        | 1.       | 367  |
| 2006 | MotoGP    | Yamaha  | SPA 13. | QAT 1.  | TUR 4.  | CHN Ki  | FRA Ki  | ITA 1.  | CAT 1.  | NED 8. | GBR 2.  | GER 1. | USA Ki | CZE 2.  | MAL 1. | AUS 3. | JPN 2.  | POR 2. | VAL 13. |        |        | 2.       | 247  |
| 2007 | MotoGP    | Yamaha  | QAT 2.  | SPA 1.  | TUR 10. | CHN 2.  | FRA 6.  | ITA 1.  | CAT 2.  | GBR 4. | NED 1.  | GER Ki | USA 4. | CZE 7.  | SMR Ki | POR 1. | JPN 13. | AUS 3. | MAL 5.  | VAL Ki |        | 3.       | 241  |
| 2008 | MotoGP    | Yamaha  | QAT 5.  | SPA 2.  | POR 3.  | CHN 1.  | FRA 1.  | ITA 1.  | CAT 2.  | GBR 2. | NED 11. | GER 2. | USA 1. | CZE 1.  | SMR 1. | IND 1. | JPN 1.  | AUS 2. | MAL 1.  | VAL 3. |        | 1.       | 373  |
| 2009 | MotoGP    | Yamaha  | QAT 2.  | JPN 2.  | SPA 1.  | FRA 16. | ITA 3.  | CAT 1.  | NED 1.  | USA 2. | GER 1.  | GBR 5. | CZE 1. | IND Ki  | SMR 1. | POR 4. | AUS 2.  | MAL 3. | VAL 2.  |        |        | 1.       | 306  |
| 2010 | MotoGP    | Yamaha  | QAT 1   | SPA 3   | FRA 2   | ITA Sér | GBR Sér | NED Sér | CAT Sér | GER 4  | USA 3   | CZE 5  | IND 4  | SMR 3   | ARA 6  | JPN 3  | MAL 1   | AUS 3  | POR 2   | VAL 3  |        | 3.       | 233  |
| 2011 | MotoGP    | Ducati  | QAT 7   | SPA 5   | POR 5   | FRA 3   | CAT 5   | GBR 6   | NED 4   | ITA 6  | GER 9   | USA 6  | CZE 6  | INP 10  | RSM 7  | ARA 10 | JPN KI  | AUS KI | MAL T   | VAL KI |        | 7.       | 139  |
| 2012 | MotoGP    | Ducati  | QAT 10  | SPA 9   | POR 7   | FRA 2   | CAT 7   | GBR 9   | NED 13  | GER 6  | ITA 5   | USA KI | INP 7  | CZE 7   | RSM 2  | ARA 8  | JPN 7   | MAL 5  | AUS 7   | VAL 7  |        | 6.       | 163  |
| 2013 | MotoGP    | Yamaha  | QAT 2   | AME 6   | SPA 3   | FRA 12  | ITA KI  | CAT 4   | NED 1   | GER 3  | USA 3   | INP 4  | CZE 4  | GBR 4   | RSM 4  | ARA 3  | MAL 4   | AUS 3  | JPN 6   | VAL 4  |        | 4.       | 240  |
| 2014 | MotoGP    | Yamaha  | QAT 2   | AME 8   | ARG 4   | SPA 2   | FRA 2   | ITA 3   | CAT 2   | NED 5  | GER 4   | IND 3  | CZE 3  | GBR 3   | RSM 1  | ARA KI | JPN 3   | AUS 1  | MAL 2   | VAL 2  |        | 2.       | 295  |
| 2015 | MotoGP    | Yamaha  | QAT 1   | AME 3   | ARG 1   | SPA 3   | FRA 2   | ITA 3   | CAT 2   | NED 1  | GER 3   | IND 3  | CZE 3  | GBR 1   | RSM 5  | ARA 3  | JPN 2   | AUS 4  | MAL 3   | VAL 4  |        | 2.       | 325  |
| 2016 | MotoGP    | Yamaha  | QAT 4   | ARG 2   | AME KI  | SPA 1   | FRA 2   | ITA KI  | CAT 1   | NED KI | GER 8   | AUT 4  | CZE 2  | GBR 3   | RSM 2  | ARA 3  | JPN KI  | AUS 2  | MAL 2   | VAL 4  |        | 2.       | 249  |
| 2017 | MotoGP    | Yamaha  | QAT 3   | ARG 2   | AME 2   | SPA 10  | FRA Ki  | ITA 4   | CAT 8   | NED 1  | GER 5   | CZE 4  | AUT 7  | GBR 3   | RSM    | ARA 5  | JPN Ki  | AUS 2  | MAL 7   | VAL 5  |        | 5.       | 208  |
| 2018 | MotoGP    | Yamaha  | QAT 3   | ARG 19  | AME 4   | SPA 5   | FRA 3   | ITA 3   | CAT 3   | NED 5  | GER 2   | CZE 4  | AUT 6  | GBR T   | RSM 7  | ARA 8  | THA 4   | JPN 4  | AUS 6   | MAL 18 | VAL 13 | 3.       | 198  |
| 2019 | MotoGP    | Yamaha  | QAT 5   | ARG 2   | AME 2   | SPA 6   | FRA 5   | ITA Ki  | CAT Ki  | NED Ki | GER 8   | CZE 6  | AUT 4  | GBR 4   | RSM 4  | ARA 8  | THA 8   | JPN Ki | AUS 8   | MAL 3  | VAL 8  | 7.       | 177  |
| 2020 | MotoGP    | Yamaha  | ESP Ki  | ANC 3   | CZE 5   | AUT 5   | STY 9   | RSM 4   | EMR Ki  | CAT Ki | FRA Ki  | ARA    | TER    | EUR Ki  | VAL 12 | POR 12 |         |        |         |        |        | 15.      | 66   |
| 2021 | MotoGP    | Yamaha  | QAT 12  | DOH 16  | POR Ki  | ESP 17  | FRA 11  | ITA 10  | CAT Ki  | GER 14 | NED Ki  | STY 13 | AUT 8  | GBR 18  | ARA 19 | RSM 17 | AME 15  | EMR 10 | ALG 13  | VAL 10 |        | 18.      | 44   |

## Külső hivatkozások
- Német Valentino Rossi Fan Site
- Hivatalos Fan Club
- Olasz Valentino Rossi Fan Club Archiválva 2021. április 27-i dátummal a Wayback Machine-ben
- Rossi a yamaha-racing.comon